# Arianna Huffington
Pour les articles homonymes, voir Huffington.
Arianna Huffington, née Ariádni-Ánna Stasinopoúlou (en grec moderne : Αριάδνη-Άννα Στασινοπούλου) le 5 juillet 1950 à Athènes, est une éditorialiste et femme politique gréco-américaine, auteure de nombreux livres et qui a cofondé et donné son nom au site d'actualités politiques The Huffington Post.

## Biographie
Arianna Stassinopoulos fait ses études en économie au Girton College de l'université de Cambridge, vit à Londres avec Bernard Levin (en), puis épouse le républicain Michael Huffington en 1986, dont elle divorce en 1997.
En 1990, elle est naturalisée américaine.
Elle anime ensuite plusieurs conventions politiques nationales, tout en évoluant du conservatisme vers le libéralisme. Son activisme anti-pétrolier l'a menée à diriger The Detroit Project (en), qui vise à mettre fin à la dépendance américaine du pétrole du Moyen-Orient.
En 2003, elle est candidate à l'élection du gouverneur de la Californie à la suite de la destitution de Gray Davis, une élection remportée par l’ex acteur de cinéma Arnold Schwarzenegger.
Arianna Huffington a cofondé en mai 2005 le site d'actualités politiques The Huffington Post, dont elle a été la rédactrice en chef jusqu'au 11 août 2016.
En 2012, elle est classée 29e au palmarès des femmes les plus puissantes du monde publié par le magazine Forbes.

## Ouvrages publiés

### en anglais
- The Female Woman (1973)  (ISBN 0-7067-0098-8)
- After Reason (1978)  (ISBN 0-8128-2465-2)
- Picasso: Creator and Destroyer (1989)  (ISBN 0-671-45446-3)
- The Gods of Greece (1993)  (ISBN 0-87113-554-X)
- Maria Callas (1993)  (ISBN 0-8154-1228-2)
- The Fourth Instinct (1994)  (ISBN 0-7432-6163-1)
- Greetings from the Lincoln Bedroom (1998)  (ISBN 0-517-39699-8)
- How to Overthrow the Government (2000)  (ISBN 0-06-098831-2)
- Pigs at the Trough (2003)  (ISBN 1-4000-4771-4)
- Fanatics & Fools (2004)  (ISBN 1-4013-5213-8)
- On Becoming Fearless...In Love, Work, and Life (2007)  (ISBN 0-316-16682-0)
- Right is Wrong: How the Lunatic Fringe Hijacked America, Shredded the Constitution, and Made Us All Less Safe (2008)  (ISBN 978-0-307-26966-9)
- Third World America: How Our Politicians Are Abandoning the Middle Class and Betraying the American Dream (2010)  (ISBN 0-307-71982-0)
- Thrive: The Third Metric to Redefining Success and Creating a Life of Well-Being, Wisdom, and Wonder (2014)  (ISBN 0-8041-4084-7)
- The Sleep Revolution: Transforming Your Life, One Night at a Time (2016)  (ISBN 978-1-101-90400-8)

### traductions en français
- L'Amérique qui tombe : Comment les politiques ont trahi le rêve américain et abandonné la classe moyenne [« Third World America: How Our Politicians Are Abandoning the Middle Class and Betraying the American Dream »] (trad. de l'anglais), Paris, Fayard, 2011, 384 p. (ISBN 978-2-213-66248-0, BNF 42411420)
- S'épanouir : Réussir sans défaillir [« Thrive: The Third Metric to Redefining Success and Creating a Life of Well-Being, Wisdom, and Wonder »] (trad. de l'anglais), Paris, Fayard, 2015, 368 p. (ISBN 978-2-213-68612-7, BNF 44323076)
- La révolution du sommeil, Fayard, 2016.

## Filmographie

### Actrice

#### Cinéma
- 2010 : Two Painters (court-métrage)
- 1999 : En direct sur Edtv (Edtv)
- 1998 : The Siege

#### Télévision
- 2009 - 2013 : The Cleveland Show (série télévisée) : Arianna
- 2010 : The Fran Drescher Show (en) (série télévisée)
- 2006 : Help Me Help You (en) (série télévisée)
- 1996 : Roseanne (série télévisée): Estree Longet

### Scénariste
- 1996 - 1997 : Politically Incorrect (série télévisée)
- 1996 : Surviving Picasso (film)

### Productrice
- 2010 : Freshmen (téléfilm)

### Actrice ou intervenante
Ici sont regroupés les fictions et documentaires auxquels Arianna Huffington a participé comme invitée "guest star", comme comédienne ou comme intervenante jouant son propre rôle (cofondatrice du Huffington Post, écrivaine d'ouvrage par exemple)
- 2013 : The Talk (en) (série télévisée)
- 2007 - 2013 : Tavis Smiley (en) (série télévisée)
- 2003 - 2013 : Real Time with Bill Maher (série télévisée)
- 2013 : Larry King Now (en) (série télévisée)
- 2012 : American Masters (série télévisée)
- 2012 : How to Make Money Selling Drugs (documentaire)
- 2012 : The Conversation (série télévisée)
- 2007-2012 : The McLaughlin Group (en) (série télévisée)
- 2006-2012 : The Colbert Report (série télévisée)
- 2011-2012 : The Hour (série télévisée)
- 2011-2012 : Piers Morgan Tonight (série télévisée)
- 2011 : This Week (série télévisée)
- 1996-2011 : Charlie Rose (série télévisée)
- 2010 : What The Week (série télévisée)
- 2010 : The Young Turks (série télévisée)
- 2010 : The Wendy Williams Show (série télévisée)
- 2010 : Conan (série télévisée)
- 2010 : Les Griffin (Family Guy) (série télévisée)
- 2010 : Late Night with Jimmy Fallon (série télévisée)
- 2010 : Huckabee (série télévisée)
- 1996-2010 : The Daily Show (série télévisée)
- 1998-2010 : The Tonight Show with Jay Leno (série télévisée)
- 2008-2010 : Democracy Now! (série télévisée)
- 2010 : Kathy Griffin: My Life on the D-List (série télévisée)
- 2010 : How I Met Your Mother (série télévisée)
- 2010 : The Virtual Revolution (série TV documentaire)
- 2010 : Bhutto (documentaire)
- 2009 : The Jay Leno Show (série télévisée)
- 2009 : Hick Town (documentaire)
- 2003-2009 : Larry King Live (série télévisée)
- 2009 : Entertainment Tonight (série télévisée)
- 2008 : Books Equal Gifts Commercial (court-métrage)
- 2008 : Epic Fu (série télévisée)
- 2008 : America's Choice (documentaire)
- 2008 : AFI Life Achievement Award: A Tribute to Warren Beatty (téléfilm)
- 2008 : Swing Vote : La Voix du cœur (Swing Vote)
- 2007 : New York 360º Presents: The 2007 Matrix Awards (téléfilm)
- 2006 : The Tyra Banks Show (série télévisée)
- 2006 : The View (série télévisée)
- 2005 : Connected: Coast to Coast (série télévisée)
- 2005 : Weekends at the DL (série télévisée)
- 2005 : The Late Late Show with Craig Ferguson (série télévisée)
- 2005 : The O'Reilly Factor (série télévisée)
- 2005 : America Undercover (série TV documentaire)
- 2005 : The L Word (série télévisée)
- 2004 : Last Laugh '04 (téléfilm)
- 2000-2004 : Hollywood Squares (série télévisée)
- 2003 : Paula Zahn Now (série télévisée)
- 2002 : John Q
- 2001 : See How They Run (documentaire)
- 1996-2001 : To the Contrary (série télévisée)
- 2000 : Hollywood, D.C. (documentaire)
- 2000 : Running Mates (téléfilm)
- 1996-2000 : Dennis Miller Live (série télévisée)
- 1999 : Snoops (série télévisée)
- 1997 : Jeopardy! (série télévisée)
- 1997 : Politically Incorrect (série télévisée)
- 1995 : Lauren Hutton and... (série télévisée)
- 1995 : Late Night with Conan O'Brien (série télévisée)
- 1979-1980 : Saturday Night at the Mill (série télévisée)
- 1979-1980 : Friday Night, Saturday Morning (série télévisée)
- 1974-1979 : Face the Music (série télévisée)
- 1976 : The Brian Connell Interview (série télévisée)
- 1976 : Going for a Song (série TV documentaire)

Elle est par interprétée par Uma Thurman dans la série Super Pumped, la face cachée d'Uber (Super Pumped: The Battle for Uber).

## Discographie
- 1979 : Odes, album d'Irène Papas et Vangelis (parolière)